# Зон, Карл Рудольф
Карл Рудольф Зон (нем. Carl Rudolph Sohn; 21 июля 1845, Дюссельдорф — 29 августа 1908, там же) — немецкий жанровый художник и портретист, брат Пауля Эдуарда Рихарда Зона.

## Биография
Готовясь стать технологом, посещал в 1863—1866 Политехнический институт в Карлсруэ и лишь впоследствии обратился к художественному поприщу, поступив в Дюссельдорфскую академию, затем стал брать уроки у своего двоюродного брата, Вильгельма Зона, под руководством которого достиг больших успехов в портретной живописи. Вместе с ним побывал несколько раз в Париже, Лондоне и в Италии. С 1880-х писал, главным образом, бытовые сцены, пользуясь известностью преимущественно как отличный техник.